# Julia Flavia
Julia Flavia nebo Flavia Julia a také přezdívaná Julia Titi (8. září 64, Řím, Itálie – 91, Řím, Itálie) byla dcera římského císaře Tita a jeho první manželky Arreciny Tertully.

## Životopis
Julia se narodila v Římě Titovi a Arrecině Tertulle a byla pojmenována po matce Arreciny Julii Ursa. Arrecina byla buď rozvedená, nebo zemřela, když byla Julia dítě. Její otec se později znovu oženil s Marciou Furnillou, s níž měl další dceru, která se pravděpodobně nedožila dospělosti. V roce 65, po neúspěchu Pisonianova spiknutí, byla rodina Furnilly pronásledována císařem Nerem. Juliin otec Titus dospěl k závěru, že nechce být spojen s žádnými potenciálními spiklenci a ukončil manželství s Juliinou nevlastní matkou. Julii pravděpodobně vychovávala její babička z matčiny strany a její sestra Phyllis (která se už starala o Juliina strýce Domitiana, když byl dítě.) Její otec Titus dobyl Jeruzalém, když bylo Julii šest let.

## Sňatek
Císař Titus jí nabídl sňatek se svým bratrem Domitianem. Ten sňatek odmítl s tím, že je zamilovaný do Domitie Longiny, dcery význačného Neronova vojevůdce Gnaea Domitia Corbulona. Později se Julia provdala za svého druhého bratrance z otcovy strany Tita Flavia Sabina, bratra konzula Tita Flavia Clemense, který si vzal její první sestřenici Flavii Domitillu.

## Osobní život
Po smrti svého manžela žila Julia v paláci se svým strýcem Domitianem a jeho manželkou Domitií Longinou.
Starověcí historici píší, že Julia byla strýcem svedena a zemřela při potratu, který jí byl vnucen. Například Dio Cassius prohlašoval, že „žil s [jejím] manželem s manželkou, přičemž se to ani nesnažil skrývat“. Domitian se smířil s Domitií, ale přesto s Julií pokračoval ve vztazích“ a Juvenalis prohlásil, že „takový muž jako byl ten cizoložník [tj. Domitian], který se v poslední době poskvrnil takovým spojením a provinil se proti přísným zákonům, což by mělo budit hrůzu ve všech lidech a Julia rodila potraty, které ukazovaly podobu jejího strýce.“ ale moderní historici takové tvrzení považují za pomluvu proti císaři Domitianovi. Podobné smyšlenky byly pravděpodobně zveřejňovány až po jeho zavraždění. Julia byla po smrti zbožněna a básník Marcus Valerius Martialis napsal báseň, kde ji chválil a přál si, aby se stala duchovním strážcem (jak doufal) budoucího syna Domitiana a Domitie, kterého si přál na její počest pojmenovat „Julius“. Po smrti Domitiana promíchala jejich Phyllis jeho popel s popelem Julie aby zajistila, že jeho ostatky nebudou zneuctěny.